# ريلي فودز
ريلي فودز Reily Foods Company شركة منتجات غذائية ومشروبات في  الولايات المتحدة.
من أبرز منتجاتها العلامة التجارية (لوزيان) التي تشمل القهوة والشاي المثلج، ومنتجات غذائية أخرى.
تقع مقرها في نيو أورليانز في لويزيانا.